# Bolek Prchal
Bolek (Boleslav) Prchal (21. října 1898 v Okříškách  – 19. září 1949 v Praze) byl český herec.

## Životopis
Bolek Prchal se narodil na Vysočině, v obci Okříšky. Obecnou školu vychodil v Třebíči, kde vystudoval i gymnázium. Po první světové válce začal studovat Vyšší obchodní školu, ale v roce 1920 začal účinkovat u Činoherní a operetní společnosti Josefa Burdy, zde vydržel do roku 1925. Poté přišlo angažmá v Českém divadle v Olomouci (v letech 1925–1926) a v Městském divadle v Kladně (v období 1926–1930). Následoval přesun do Prahy a jeho angažmá v Osvobozeném divadle (roky 1930–1932). Následně pracoval jako režisér ve Velké operetě, v nuselském Tylově divadle a v Divadle U Nováků. Během druhé světové války pracoval v smíchovské Aréně a holešovické Uranii, po jejím skončení byl mezi spoluzakladateli Divadla 5. května, zde vydržel cca 2 roky. V letech 1947|1948 působil v Divadle pracujících ve Zlíně. Po necelém roce v Zemském divadle v Brně přišel návrat do Prahy. Poslední rok svého života prožil v Divadle státního filmu.
Nejvýraznější rolí byla pravděpodobně role sluhy v komedii Eva tropí hlouposti (1939).
Bolek Prchal zemřel náhle 19. září 1949 v Praze ve věku 50 let. Je pochován v rodinném hrobě rodiny Švarců, na Vinohradském hřbitově.
Za manželku měl divadelní herečku Annu Prchalovou za svobodna Švarcovou (1900) dceru divadelních a filmových herců Karla a Anny Švarcových, kterou poznal v průběhu angažmá v Olomouci.
Rodný dům Bolka Prchala stojí na adrese Boženy Němcové 101 v Okříškách.

## Filmografie, výběr
- 1919 Píseň lásky
- 1932 Před maturitou
- 1935 Pozdní láska
- 1937 Naši furianti
- 1937 Jarčin profesor
- 1938 Svět, kde se žebrá
- 1938 Pán a sluha
- 1938 Andula vyhrála
- 1939 Studujeme za školou
- 1939 Příklady táhnou
- 1939 Eva tropí hlouposti
- 1939 Dívka v modrém
- 1939 Cesta do hlubin študákovy duše
- 1940 Poznej svého muže
- 1940 Dva týdny štěstí
- 1941 Těžký život dobrodruha
- 1941 Roztomilý člověk
- 1941 Přednosta stanice
- 1941 Nebe a dudy
- 1942 Valentýn Dobrotivý
- 1942 Městečko na dlani
- 1942 Karel a já
- 1942 Barbora Hlavsová
- 1943 Bláhový sen
- 1944 U pěti veverek
- 1944 Prstýnek
- 1944 Paklíč
- 1945 Řeka čaruje
- 1946 Hrdinové mlčí
- 1946 13. revír
- 1948 Hostinec U Kamenného stolu